# فرد تايلور (لاعب كرة قدم بريطاني)
فرد تايلور (بالإنجليزية: Fred Taylor)‏ (1890 في المملكة المتحدة - ) هو لاعب كرة قدم بريطاني (وحمل سابقاً جنسية المملكة المتحدة لبريطانيا العظمى وأيرلندا) في مركز جناح ‏. لعب مع نادي ساوثهامبتون وهال سيتي ونادي بارو ونادي تلفورد يونايتد ونادي ستوربريدج.